# Papir de Barcelona 1 (P67)
Papir de Barcelona 1 o Papir 67 és un fragment de papir conservat a la Biblioteca de l'Abadia de Montserrat, datat a finals del segle ii, que forma part dels Papirs del Nou Testament.
Conté alguns versets de l'Evangeli segons Mateu, capítol 26. Va ser publicat l'any 1956 per Ramon Roca i Puig, i catalogat com a part del mateix còdex que el fragment de Magdalen, opinió que han mantingut els acadèmics.

## Descobriment
Ramon Roca i Puig entre els anys 1950-1960 viatjar a Egipte per comprar papirs i teles coptes amb la finalitat de reunir una col·lecció. Va contactar amb Josep Spampinanti, sacerdot de l'església de Sant Marc de Shoubra, al Caire. Aquest el va recomanar a persones de confiança que li permetrien adquirir documents antics. Un altre dels grans ajuts que va tenir van ser els Pares Franciscans de Luxor, per mitjà dels quals va poder adquirir, no sense moltes peripècies, bons lots de papirs. A més, tot el projecte de col·leccionar papirs estava condicionat per les seves possibilitats econòmiques, que eren sempre limitades. Roca anava al Caire i a Luxor no pas enviat per una institució oficial sinó com a col·leccionador privat, mogut per interès personal i directe. Entre els papirs coptes que adquirí a Egipte aparagué el Papir 67, descobriment important fet per Roca que resultà ser un fragment de l'evangeli de Sant Mateu, capítol III, datable de mitjans del segle ii, el fragment més antic que existeix d'aquest evangeli.

## Llegat
L'any 1965, la Universitat de Princeton, Nova Jersey als Estats Units d'Amèrica, va oferir a Ramon Roca totes les facilitats, és a dir un digne sosteniment i una col·laboració eficaç pel seu treball personal, a condició de fer donació dels seus papirs a aquesta Universitat. Roca va refusar perquè volia que els papirs es quedessin a Catalunya. Després de moments d'indecisió, un monjo de Montserrat, amic seu, en nom del Pare Abat Sebastià Bardolet, li oferia de prendre cura d'ell, de posar a la seva disposició una persona que el servís i de proporcionar-li un despatx, on pogués conservar els seus papirs i treballar-hi segons les seves forces. Ramon Roca accedir a la proposta i va viura a l'abadia fins a la seva mort l'any 2001 legant la seva col·lecció papirs a Montserrat.
L'any 2002, la doctora en Filologia clàssica Sofía Torrallas, investigadora del Consell Superior d'Investigacions Científiques (CSIC) visita l'abadia i veu la col·lecció percatanse de l'important tresor en papirs. El CSIC i l'Abadia de Montserrat han establert un conveni de col·laboració que està portant endavant l'estudi i la publicació dels Papyri Montserratenses-Roca. Un primer estudi sobre la col·lecció ha demostrat que les més de mil cinc-centes peces abasten un àmbit cronològic que va del segle iii aC al segle ix dC.